# Tlajomulco de Zúñiga
Tlajomulco de Zúñiga – miasto w Meksyku, w stanie Jalisco.